# FC Puuma
El Football Club Puuma era un equipo de fútbol de Estonia que juega en la Esiliiga B, la tercera liga de fútbol más importante del país.

## Historia
Fue fundado en octubre de 1981 en la capital Tallin y jugaron en la Esiliiga desde 2011 hasta 2014. Nunca jugó en la Meistriliiga. Desapareció en l 2016

## Jugadores destacados
| Nombre                                                  | Periodo              | Equipos |
| ------------------------------------------------------- | -------------------- | --- |
| Vladimir Voskoboinikov                                  | 1991–2000,           | Estonia, U-21, U-19, Kopli SK Tallinn, FC Levadia Tallinn, FC Brussels (Bélgica), FC Torpedo Moskow                                                                |
| Dmitri Kulikov                                          | 1989–1994            | Estonia, U-21, FC Lantana Tallinn, FC Levadia Tallinn, FC Kuressaare, FC Riia Jauniba (Letonia)                                                                    |
| Aleksandr Olerski                                       | 1982–1993, 2002–2004 | Estonia, U-23, FC Vigri Tallinn, FC Tevalte-Marlekor Tallinn, FC TVMK, FC Tallinna Sadam                                                                           |
| Albert Kopjev                                           | 1988–1994            | FC TVMK Tallinn |
| Pavel Apalinski                                         | 1993–2001, 2003–2004 | FC Lantana Tallinn, FC Narva Trans, FC Levadia Tallinn, Merckyr Tartu, JK Tallinna Kalev                                                                           |
| Nikolai Lõsanov                                         | 1990–2001            | FC Lantana Tallinn, Merckuur Tartu, JK Tammeka Tartu, FC Narva Trans                                                                                               |
| Tihhon Shishov                                          | 1991–2000            | Estonia, U-17, Kopli SK Tallinn, FC Levadia Tallinn, Györi ETO FC (Hungría)                                                                                        |
| Aleksandr Karpõtśev                                     | 1990–2002            | Kopli SK Tallinn, FC TVMK Tallinn, JK Tallinna Kalev |
| Anatoli Lõsanov                                         | 1993–2004            | U.Depood, FC Ararat, JK Tallinna Kalev, Karhu Kauhajoki (Finlandia)                                                                                                |
| Anton Aristov                                           | 1996–2001            | Estonia U-19, Kopli SK Tallinn, FC Levadia Tallinn |
| Heiko Väljas                                            | 1983–1992            | Tallinna Vall, MC Tallinn, Hiiu Kalur |
| Janek Taan                                              | 1988–1990            | FC Flora, MC Tallinn |
| Eduard Ratnikov                                         | 1999                 | JK Puma Pärnu, TJK, FC Levadia, PFC Beroe (Bulgaria), FC Otelul Galati (Rumania), JK Tammeka Tartu, Irtish Pavlodar (Kazajistán), FC TVMK Tallinn, FC Narva Trans  |
| Artur Kotenko                                           | 1992–1993            | Estonia U-21, SK Dvigatel, Kopli SK Tallinn, FC Lantana, Karhu Kauhajoki (Finlandia), FC Maardu, FC Levadia, Sandnes Ulf (Noruega), Viking F.K. Stavanger(Noruega) |
| Oleg Maksimov                                           | 1996–1998, 2001–2002 | TJK, Kopli SK Tallinn, FC Levadia, JBK Pietarsaari (Finlandia), Karhu Kauhajoki (Finlandia), FC Narva Trans                                                        |
| Austris Ungurs                                          | 1996–2002            | Kopli SK Tallinn, FC Ajax Tallinn, JK Tallinna Kalev |
| Ramesh Mamedov                                          | 1994–2004            | Kopli SK Tallinn, FC Narva Trans, JK Tallinna Kalev |
| Aleksei Kuts, Jevgeni Gurtšioglujants, Aleksandr Rulkov |                      | Kopli SK Tallinn, FC Levadia Tallinn |
| Aivaras                                                 | 1991                 | entrenador de Rimas Skyarsis SDYUSSH Klaipėda |
| Aleksandr Luboyatnikov                                  | 1989                 | SDYUSHOR Smena Leningrad, entrenador del Vinogradov |